# Winnie l'ourson et le Tigre fou
Pour plus de détails, voir Fiche technique et Distribution.
 Winnie l'ourson et le Tigre fou (Winnie the Pooh and Tigger Too) est un moyen-métrage d'animation des studios Disney sorti en 1974.
Basé sur les personnages d'Alan Alexander Milne créés en 1926, c'est le troisième film consacré à Winnie l'ourson. Il sera repris en 1977 avec deux autres courts métrages, Winnie l'ourson et l'Arbre à miel (1966) et Winnie l'ourson dans le vent (1968), pour constituer le long-métrage Les Aventures de Winnie l'ourson.
Il a été scindé en plusieurs épisodes en 2011 dans le cadre des Mini-aventures de Winnie l'ourson (The Mini Adventures of Winnie the Pooh).

## Synopsis
L'Automne est venu et Tigrou s'amuse à bondir sur tout le monde principalement Coco Lapin qui jardine. Coco Lapin est tellement énervé qu'il convoque Winnie et Porcinet pour leur proposer d'abandonner Tigrou dans les bois toute une nuit et d'aller le chercher le lendemain. Le plan se déroule bien au début mais le trio se perd dans la forêt. Winnie propose de suivre un chemin ensablé pour rentrer chez eux mais Coco Lapin refuse. Winnie et Porcinet s'endorment sous les arbres mais ils sont réveillés par les gargouillis du ventre vide de Winnie. Il explique à Porcinet que ses pots de miel appellent son bidon depuis sa maison et qu'il peut les entendre par-dessus la voix de Coco Lapin. Winnie et Porcinet arrivent à sortir de la forêt et sont accueillis par Tigrou qui leur bondit dessus. Porcinet se rend compte que Tigrou est sorti seul de la forêt, que leur plan a échoué et informe Tigrou de ce qu'ils ont fait. Tigrou part dans la forêt à la recherche de Coco Lapin. Ce dernier marche dans les bois, effrayé par les nombreux bruits comme celui d'une chenille mangeant une feuille ou des grenouilles coassant. Pris de panique Coco Lapin court droit devant lui avant d'être percuté par Tigrou. Humilié, Coco Lapin déclare que son plan a échoué à quoi Tigrou répond que les tigres ne se perdent jamais avant de l'aider à rentrer chez eux.
L'hiver est venu à son tour mais Petit Gourou veut continuer à jouer. Grand Gourou ne peut pas le surveiller et demande à Tigrou de jouer avec lui à condition de revenir avant l'heure de la sieste. Tigrou accepte et part avec Petit Gourou dans la forêt. Sur le chemin ils rencontrent Coco Lapin qui patine sur la glace. Tigrou essaye d'apprendre à Petit Gourou le patinage en lui montrant mais il perd l'équilibre et percute Coco Lapin. Peu après, Tigrou fonce dans un tas de neige tandis que Coco Lapin glisse et brise l'entrée de sa maison. Tigrou décide que les tigres n'aiment pas patiner. Plus tard, bondissant avec Petit Gourou dans la forêt Tigrou saute accidentellement en haut d'un grand arbre et commence à avoir le vertige. En bas, Petit Gourou utilise la queue du tigre comme liane pour se balancer dans l'arbre.
Pendant ce temps, Winnie et Porcinet suivent les traces d'un étrange animal dans la neige, celles de Tigrou et Petit Gourou. Tout d'un coup ils entendent les cris de Tigrou appelant à l'aide. En premier lieu, Winnie ne comprend pas les cris de Tigrou et comprend qu'un Jagular est dans l'arbre mais ne voyant que Tigrou et Petit Gourou, il s'avance avec Porcinet pour aider leurs amis. Peu après Jean-Christophe, Coco Lapin et Grand Gourou arrivent et utilisent la parka de Jean-Christophe comme toile de tissus pour récupérer Tigrou et Petit Gourou. Ce dernier saute sans hésiter mais Tigrou a trop peur et cherche des excuses pour rester en haut de l'arbre. Coco Lapin propose qu'on laisse Tigrou perché dans l'arbre pour toujours à quoi Tigrou réponds qu'il promet de ne plus bondir à nouveau sur tout le monde s'il parvient à sortir de cette situation.
Le narrateur appelle alors au secours et Tigrou l'interpelle lui demandant de le faire descendre par les mots. Le livre s'incline alors et Tigrou tombe sur les phrases écrites sur la page d'à côté. Marchant sur les paragraphes, Tigrou se sent mieux jusqu'à ce que le narrateur remette le livre dans le bon sens et que Tigrou tombe dans la neige. Soulagé et content, Tigrou tente de bondir sur Coco Lapin mais ce dernier le stoppe en lui rappelant sa promesse. Tigrou se rend compte alors qu'il ne peut plus bondir comme il avait l'habitude de le faire et cela le peine. Coco Lapin lui se sent mieux mais tous les autres animaux de la forêt des rêves bleus sont tristes pour Tigrou. Coco Lapin s'éprend de compassion pour Tigrou et annule sa promesse. Tigrou est heureux et propose à Coco Lapin de bondir avec lui qui accepte. Tigrou entonne sa chanson.

## Fiche technique
- Titre original : Winnie the Pooh and Tigger Too
- Titre français : Winnie l'ourson et le Tigre fou
- Réalisation : John Lounsbery
- Scénario : Larry Clemmons, Ted Berman et Eric Cleworth d'après les romans d'A. A. Milne illustrés par Ernest H. Shepard
- Conception graphique :
  - Cadrage (Layout) : Don Griffith, Sylvia Roemer et Joe Hale
  - Décors : Ann Guenther et Bill Layne
- Animation :
  - Supervision : Ollie Johnston, Milt Kahl, Eric Larson et Franklin Thomas
  - Animation des personnages :  Dale Baer, Don Bluth, Jack Buckley, Andy Gaskill, Gary Goldman, Burny Mattinson, Cliff Nordberg, John Pomeroy, Dick Sebast, Art Stevens, Chuck Williams
- Musique :
  - Chansons : Richard M. Sherman et Robert B. Sherman
  - Arrangements et direction : Buddy Baker
- Production : Wolfgang Reitherman
- Société de production : Walt Disney Productions
- Société de distribution : Buena Vista Pictures Distribution
- Format : Couleurs (Technicolor) – 35 mm – 1,37:1 – Son mono (RCA Sound System)
- Durée : 25 minutes
- Dates de sortie :  États-Unis : 20 décembre 1974 ;  France : 29 mars 1978 (sous réserves)

## Distribution

### Voix originales

#### 1erdoublage(1974)
- Sebastian Cabot : Narrateur
- Sterling Holloway : Winnie the Pooh (Winnie l'ourson)
- Henri Zimmermann : Tigger (Tigrou)
- John Fiedler : Piglet (Porcinet)
- Junius Matthews : Rabbit (Coco Lapin)
- Barbara Luddy : Kanga (Grand Gourou)
- Dori Whitaker : Roo  (Petit Gourou)
- Timothy Turner : Christopher Robin (Jean-Christophe)

Source : Dave Smith

#### 2edoublage(2011)
- John Cleese : Narrateur
- Jim Cummings : Winnie the Pooh (Winnie l'ourson) / Tigger (Tigrou)
- Travis Oates : Piglet (Porcinet)
- Tom Kenny : Rabbit (Coco Lapin)
- Barbara Luddy : Kanga (Grand Gourou)
- Wyatt Hall : Roo  (Petit Gourou)
- Jack Boulter : Christopher Robin

Note : Redoublage effectué dans le cadre des Mini-aventures de Winnie l'ourson.

### Voix françaises

#### 1erdoublage(1977)
- Roger Carel : Winnie l'ourson / Coco Lapin / Porcinet
- Christophe Bruno : Jean-Christophe
- Christian Marin : Tigre Dingo (Tigrou)
- Jacques Hilling : Tigre Dingo (Tigrou) (voix chantée)
- Micheline Dax : Grand Gourou
- Michel Gudin : Narrateur

#### 2edoublage(1997)
- Roger Carel : Winnie l'ourson / Coco Lapin / Porcinet
- Patrick Préjean :  Tigrou
- Jackie Berger : Jean-Christophe / Petit Gourou
- Claude Chantal : Maman Gourou
- Patrice Baudrier : Narrateur

Ce redoublage, qui concerne le long-métrage, a eu pour but d'harmoniser les voix des trois courts, avec l'arrivée entre autres de Patrick Préjean, voix officielle de Tigrou depuis la série télévisée de 1983.

## Chansons du film
- Winnie l'ourson (Winnie the Pooh) - Chœur
- C'est merveilleux d'être un tigre - Tigrou
- C'est merveilleux d'être un tigre (reprise) - Tigrou

## Distinctions

### Nominations
- Oscars 1975 : Meilleur court-métrage d'animation

## Sorties cinéma
- États-Unis : 20 décembre 1974
- France : 29 mars 1978

Le film était présenté lors de sa première exploitation aux États-Unis en première partie du long-métrage L'Île sur le toit du monde. En France, il est sorti en salles à l'occasion d'une ressortie du long-métrage Les Trois Caballeros alors que Les Aventures de Winnie l'ourson était sorti le 7 décembre 1977.

## Sorties vidéo
Winnie l'ourson et le Tigre fou
- 1995 : VHS (Belgique) avec 1er doublage (1977)
- 11 juillet 2000 : VHS (Québec) avec 1er doublage (1977)

Les Aventures de Winnie l'ourson
- 25 mars 1996 : VHS (Québec), format 4/3, 1er doublage
- 5 août 1997 : VHS et Laserdisc, format 4/3, 2e doublage
- Printemps 2002 : DVD et VHS (Québec), 1er doublage
- 16 octobre 2002 : DVD et VHS, format 4/3, 1er doublage
- 23 octobre 2003 : 2 Coffrets 3 DVD, format 4/3,  1er doublage
- 20 octobre 2004 : Coffret 3 DVD, format 4/3,  1er doublage
- 19 octobre 2005 : Coffret 3 DVD, format 4/3,  1er doublage
- 5 novembre 2005 : Coffret 2 DVD, format 4/3,  1er doublage
- 26 octobre 2006 : Coffret 2 DVD, format 4/3,  1er doublage
- 26 octobre 2006 : Coffret 6 DVD, format 4/3,  1er doublage
- 1er juillet 2009 : Coffret 2 DVD, format 4/3, 1er doublage
- 2 septembre 2009 : DVD, format 4/3, 1er doublage
- 20 mars 2017 : Coffret 3 DVD, format 4/3, 1er doublage

## Origine et production
Le studio Disney poursuit la production de disques dérivés des histoires de Winne l'ourson avec un Winnie the Pooh and Tigger mélangeant la première rencontre de Winnie avec Tigrou et une histoire où Tigrou et Petit Gourou sont coincés dans un arbre. Cette histoire est rapidement choisie pour faire partie d'un troisième moyen métrage Winnie l'ourson et le Tigre fou qui sort en 1974,. Winnie l'ourson et le Tigre fou a pour héros Tigrou le tigre bondissant à la place Winnie. C'est justement ses bonds à répétition sur les gens qui sont au centre de l'histoire avec une fronde des autres personnages. L'histoire a aussi été éditée en disque avant la sortie du film mais avec une seconde distribution comprenant Paul Winchell en narrateur et Sam Edwards en Tigrou. De plus deux versions avec un livre ont été éditées l'une avec un disque et une narration par Lois Lane, l'autre une cassette audio et une narration par Thurl Ravenscroft.
Le long métrage d'animation Robin des Bois étant achevé, la production du long métrage suivant Les Aventures de Bernard et Bianca est lancée. Avant de commencer l'animation de ce film à l'état de scénario, le court métrage Winnie l'ourson et le Tigre fou est mis en chantier. John Lounsbery remplace Wolfgang Reitherman à la réalisation, malgré son désarroi de ne pas conserver le poster d'animateur.[réf. nécessaire]
Winnie l'ourson et le Tigre fou a fait appel à de jeunes animateurs et le court métrage devient le projet d'essai pour la nouvelle génération d'animateurs des studios Disney avec des jeunes animateurs comme Don Bluth, Gary Goldman, John Pomeroy et Andy Gaskill.[réf. nécessaire]
Les frères Sherman ont écrit 10 chansons pour la série des Winnie : Winnie the Pooh, Up, Down and Touch the Ground, Rumbly in My Tumbly, Little Black Rain Cloud, Mind Over Matter, A Rather Blustery Day, The Wonderful Things About Tiggers, Heffalumps and Woozles, The Rain Rain Rain Came Down Down Down et Hip Hip Pooh-Ray!.
Dans la version originale, la plupart des personnages ne sont désignés que par leur espèce: « Owl » = hibou, « Rabbit » = lapin, « Piglet » = porcelet, etc. Les noms de Kanga (Grand Gourou) et Roo (Petit Gourou) forment un jeu de mots, leur juxtaposition reconstituant le mot « kangourou ». Christopher Robin (Jean-Christophe en VF) est le prénom du fils d'A. A. Milne. Quant à Winnie (Winnie the Pooh ou Pooh Bear en anglais) son nom est formé de l'interjection « pooh » = pouah » et « bear » = ours. Tigrou est appelé simplement « Tigre » dans le premier doublage français tandis Maître Hibou et Bourriquet n'apparaissent pas dans ce moyen-métrage.
Le moyen métrage est sortie aux États-Unis en complément du film en prise de vue réelle L'Île sur le toit du monde (1974). La bande originale du film éditée par le label Disneyland Records est récompensée d'un  Grammy Awards dans la catégorie enfants.
Bill Cotter précise que le film a été diffusé sur ABC le 25 janvier 1976 puis sur NBC le 28 novembre 1978. Il a aussi été diffusé dans Le Monde merveilleux de Disney à deux reprises associés aux mêmes courts métrages le 26 mars 1986 et 15 novembre 1987 avec Donald et la Sentinelle, Pluto and the Gopher et In the Bag.
Le film a fait l'objet d'une adaptation discographique en livre-disque dans la collection Le Petit Ménestrel (LLP 327) sous le titre Winnie l'ourson et le Tigre Boum en 1975. Le moyen métrage a été diffusé en vidéo en 1981.